# Peter Liu Cheng-chung

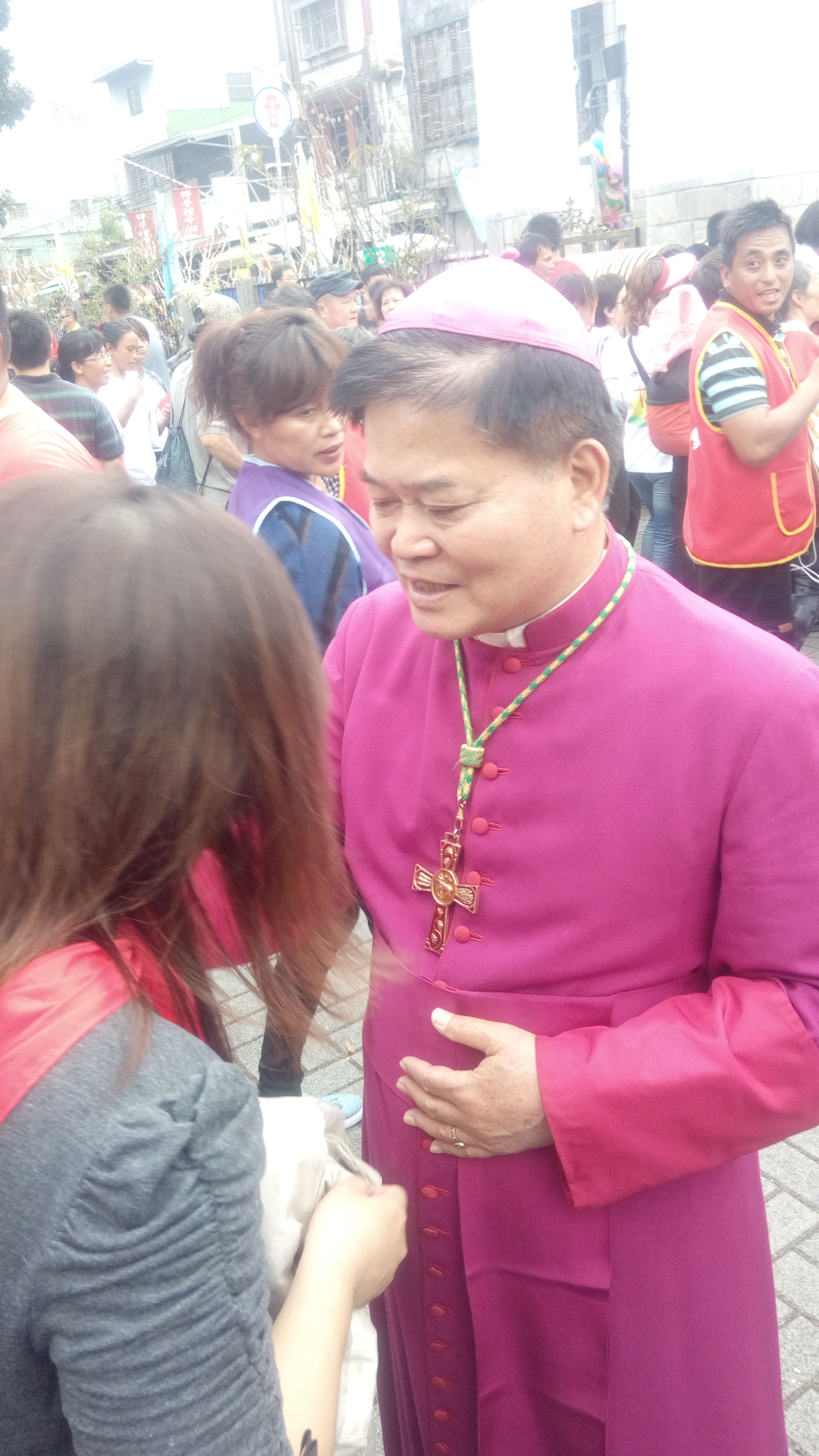
Bischof Liu (2015)

Peter Liu Cheng-chung, chinesisch 劉振忠, Pinyin Liú Zhènzhōng, * 12. April 1951 in Dalin (Chiayi), ist ein taiwanischer Geistlicher, Erzbischof ad personam und römisch-katholischer Bischof von Kaohsiung.

## Leben
Peter Liu Cheng-chung empfing am 13. April 1980 das Sakrament der Priesterweihe.
Papst Johannes Paul II. ernannte ihn am 1. Juli 1994 zum Bischof von Chiayi. Der Präfekt der Kongregation für die Evangelisierung der Völker, Jozef Kardinal Tomko, spendete ihm am 28. September desselben Jahres die Bischofsweihe; Mitkonsekratoren waren Paul Shan Kuo-hsi SJ, Bischof von Kaohsiung, und Joseph Ti-kang, Erzbischof von Taipeh.
Am 5. Juli 2004 wurde er zum Koadjutorbischof von Kaohsiung ernannt. Mit der Emeritierung Paul Kardinal Shan Kuo-hsis SJ folgte er ihm am 5. Januar 2006 als Bischof von Kaohsiung nach. Am 21. November 2009 wurde er zum Erzbischof ad personam erhoben.
Seit 2009 ist er Vorsitzender der Katholischen Fu-Jen-Universität.